# John Kline (polityk)
John Paul Kline (ur. 6 września 1947 w Allentown) – amerykański polityk, członek Partii Republikańskiej. W latach 2003–2017 był przedstawicielem drugiego okręgu wyborczego w stanie Minnesota do Izby Reprezentantów Stanów Zjednoczonych.